# Hinzuanius pardalis
Hinzuanius pardalis – gatunek kosarza z podrzędu Laniatores i rodziny Biantidae.